# كارين كناب

## روابط إيضافية
- Karin Knapp على موقع رابطة محترفات كرة المضرب

## روابط خارجية
- كارين كناب على موقع رابطة محترفات التنس (الإنجليزية)
- كارين كناب على موقع الاتحاد الدولي لكرة المضرب (الإنجليزية)
- كارين كناب على موقع كأس بيلي جين كينغ (الإنجليزية)
- كارين كناب على موقع خلاصة التنس.كوم (الإنجليزية)
- كارين كناب على موقع إي إس بي إن.كوم (الإنجليزية)
- كارين كناب على موقع أوليمبيديا (الإنجليزية)